# کو سینگ چون
کو سینگ چوِن (متولد ۲۶ نوامبر ۱۹۹۳) یک زن وزنه‌بردار تایوانی است. او در بازی‌های المپیک تابستانی ۲۰۱۶ موفق به کسب مدال برنز شده‌است.